# 860 (číslo)
Osm set šedesát je přirozené číslo, které následuje po čísle osm set padesát devět a předchází číslu osm set šedesát jedna. Římskými číslicemi se zapisuje DCCCLX.

## Matematika
860 je:
- Abundantní číslo
- Šťastné číslo
- Nepříznivé číslo
- Součet čtyř po sobě jdoucích prvočísel (199 + 211 + 223 + 227)

## Astronomie
- (860) Ursina je planetka hlavního pásu, kterou objevil v roce 1917 Max Wolf

## Roky
- 860
- 860 př. n. l.